# Feliniopsis alborenalis
Feliniopsis alborenalis är en fjärilsart som beskrevs av Walter Karl Johann Roepke 1938. Feliniopsis alborenalis ingår i släktet Feliniopsis och familjen nattflyn. Inga underarter finns listade i Catalogue of Life.